# James D. Walker

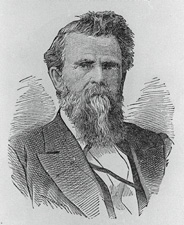
James D. Walker (um 1890)

James David Walker (* 13. Dezember 1830 nahe Russellville, Kentucky, USA; † 17. Oktober 1906 in Fayetteville, Arkansas, USA) war ein US-amerikanischer Politiker und US-Senator von Arkansas zwischen 1879 und 1885. Ferner war er ein Mitglied der demokratischen Partei.

## Werdegang
James David Walker wurde am 13. Dezember 1830 nahe Russellville, Kentucky geboren. Er besuchte Privatschulen, gefolgt von dem Ozark Institute und dem Arkansas College, beide in Fayetteville, Arkansas. Anschließend zog er 1847 dauerhaft nach Arkansas, wo er begann Jura zu studieren. Seine Zulassung als Anwalt bekam er 1850 und begann dann in Fayetteville zu praktizieren. Für einige Zeit war er auch als Richter des 4. Gerichtsbezirks tätig.
Nachdem Ausbruch des Amerikanischen Bürgerkriegs diente Walker im Rang eines Colonels im 4. Regiment der Arkansas Infanterie. Er wurde 1861 bei Oak Hills, Missouri gefangen genommen und war zwei Jahre Kriegsgefangener.
Nach der Niederlage der Konföderierten Staaten von Amerika 1865 kehrte er nach Fayetteville zurück und begann wieder als Anwalt zu praktizieren. Er wurde bald Solicitor General des Staates.
Später entschloss er sich eine politische Laufbahn anzustreben. Er trat bei der Wahl von 1876 als demokratischer Wahlmann an. Danach wurde er als Vertreter des Bundesstaates Arkansas in den US-Senat gewählt, wo er von 1879 bis 1885 tätig war. Er lehnte es ab, sich noch einmal für eine Wiederwahl 1884 aufstellen zu lassen. Nach Ablauf seiner Amtszeit im US-Senat kehrte er wieder nach Fayetteville zurück, wo er seine Tätigkeit als Anwalt wieder aufnahm.
James David Walker verstarb am 17. Oktober 1906 in Fayetteville, Arkansas. Er wurde auf dem Walker Cemetery beigesetzt.

## Familie
James David Walker ist der Neffe von Finis Ewing McLean, einem Abgeordneten des Bundesstaates Kentucky im Kongress der Vereinigten Staaten.